# 2020年キルギス反政府運動
2020年キルギス反政府運動（2020ねんキルギスはんせいふうんどう）とは中央アジアのキルギス共和国において2020年10月4日に執行された議会総選挙に不正があったとして野党ならびにその支持者が起こした反政府運動である。この結果、総選挙結果は無効が宣言され、クバトベク・ボロノフ内閣は崩壊、ソーロンバイ・ジェーンベコフ大統領も辞任した。

## 概要
2020年10月4日に執行された議会総選挙ではいくつかの不正が指摘されたほか、議席を獲得できた政党が16政党中わずか4政党にとどまり、しかも上位3政党は親大統領派であったため大統領が議会を支配する結果になることが確実視された。議席を獲得できなかった12政党は選挙結果を認めず、翌10月5日より不正選挙を批判する抗議デモを開始。10月6日に選挙管理委員会は選挙を無効とし、クバトベク・ボロノフ首相とダスタンベク・ジュマベコフ議会議長が辞任を表明。暫定政権づくりを巡って野党勢力が分裂した末に議会はサディル・ジャパロフを新首相に選出した。選出の経緯に法的な正当性が疑われたが、最終的にはジェーンベコフもこれを了承し大統領を辞任。本来ならば大統領権限を引き継ぐ議会議長のカナトベク・イサエフはこれを拒否したためジャパロフ首相が大統領代行も兼任することとなった。

## 推移

### 総選挙執行と無効化

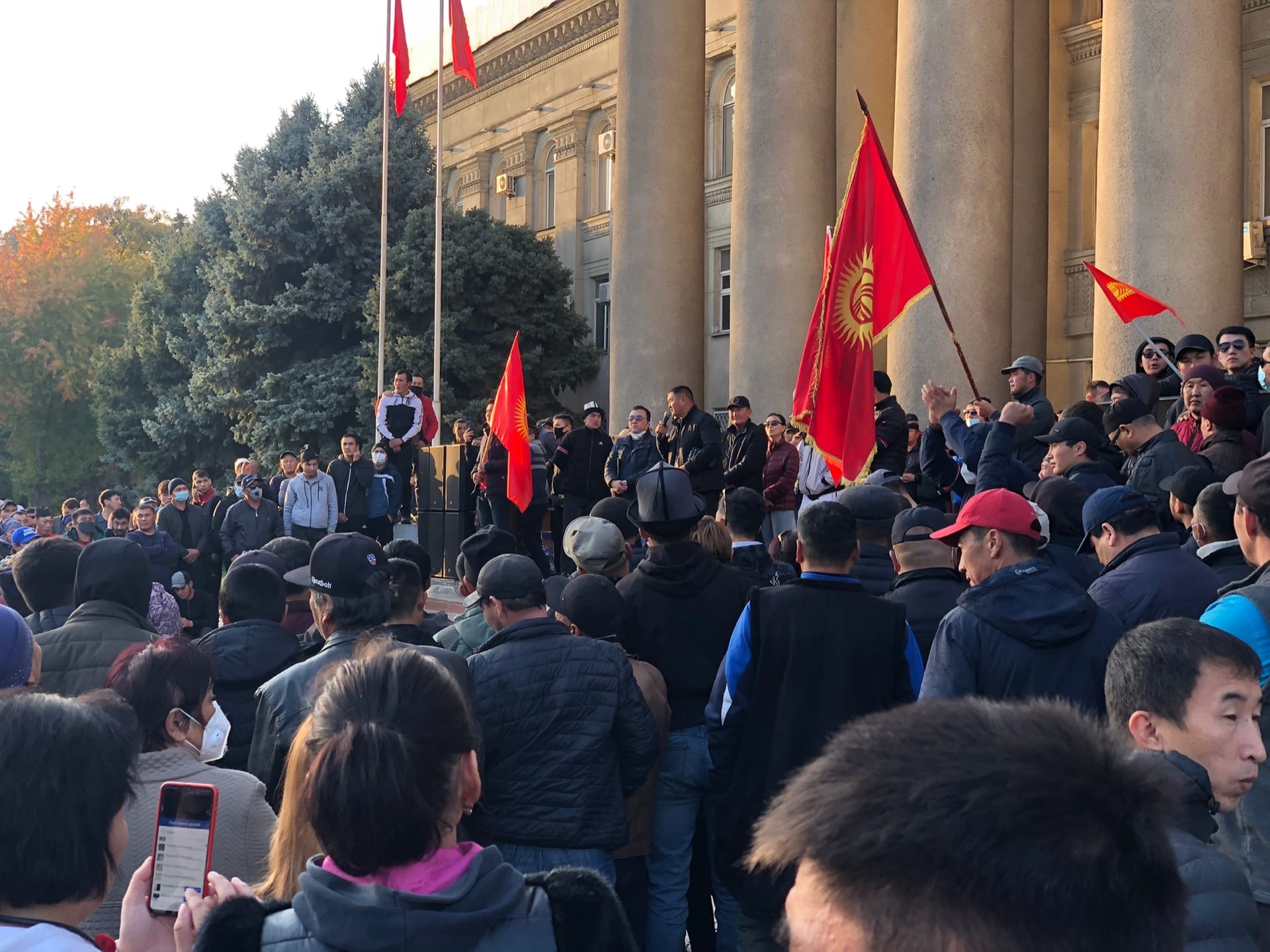
抗議活動の始まりの場となった旧広場

2020年10月4日に総選挙が執行された。選挙は比例代表制であり、議席獲得には得票率7％以上を要する制度になっており、選挙の結果、この条件を満たしたのは立候補者を擁立した16政党中4政党のみであった。120議席中、統一（得票率24.54％）に46、私の故郷キルギスタン（23.92％）に45、キルギスタン党（8.75％）に16、統一キルギスタン（7.1％）に13議席が割り振られるとの暫定結果が公表された。だが上位3政党（合計107議席）がソーロンバイ・ジェーンベコフ大統領に近く、新たに招集される議会がジェーンベコフ支持派にほぼ支配されることは確実な情勢であった。
10月5日よりキルギス社会民主党をはじめとする野党勢力が首都ビシュケクにあるアラ・トー広場に集結し、選挙無効を訴える行動を開始。約5千人が参加する抗議活動が始まったが、しばらくは平和的なものであった。また議席を獲得できなかった全12政党は総選挙結果を認めないとの共同声明を発表した。欧州安全保障協力機構は選挙について、全体的に基本的権利と自由が尊重されたとしたものの、選挙買収や脅迫があったと主張する根拠については信頼できると述べ、深刻な懸念の原因になっていると認めた。一部の市民が、既に記入済みの投票用紙を手渡されていたなどの目撃情報が報告されている。
この動きにジェーンベコフは5日、総選挙に参加した全政党の代表との会合を翌6日に開催する意向を示したほか、警察当局は放水砲やスタングレネード、催涙ガスを使用して広場からのデモ隊排除を試み、5日遅くに解散させた。しかし数時間後には再びデモ隊が広場に集結し、大統領府と議会が入る政府庁舎へと突入した。その後、国家保安委員会の本部にもデモ隊が押し寄せ、6月に汚職罪で11年2カ月の禁錮刑となり収監されていたアルマズベク・アタンバエフ前大統領らが解放された。野党は政権を掌握したと宣言し、連立政権樹立に向け協議を開始。ジェーンベコフは違法な政権奪取の試みであると批判したが、デモ隊には発砲しないよう治安部隊に命じた。保健省によれば突入劇のさなか590人が負傷し、1人が死亡した。10月6日、ジェーンベコフはテレビ演説を行い、特定勢力が総選挙の結果を秩序破壊の理由として利用したと非難。野党に対しては支持者を落ち着かせ、集会から引かせるよう促したほか、選挙不正の調査を徹底的に行うよう指示したと発表した。直後、選挙管理委員会は選挙結果の無効を宣言した。10月8日までに負傷者は1000人を超えた。

### 野党の分裂
10月6日にはクバトベク・ボロノフ首相とダスタンベク・ジュマベコフ議会議長が辞任を表明し、一部の野党が『調整評議会』を設立し、35人の議員が占領された議事堂の代わりにビシュケクのドストゥク(Dostuk)・ホテルに集まり緊急会合を開催し、前日解放されていたサディル・ジャパロフを首相代行に、またミクティベク・アブディルダイェフ元内務大臣代行を議会議長に選出した。ただし本来ならば120人中61人以上の議員の出席を必要とし、また公開されなければならず、いずれも満たしていない。定足数については代理投票を使ったとの主張もあるが、法的に問題がないのかどうか判然としていない。
一方、野党勢力は分裂を始め、一部は『調整評議会』の動きに反発しジャパロフの暫定首相就任を承認せず、10月7日には野党5党で新たに反政府組織『国民調整評議会』が樹立され、青年実業家のティレック・トクトガジエフ(Tilek Toktogaziyev)を暫定首相に指名した。さらに別の野党グループからはオムルベク・ババノフ元首相の名前が挙がった。
10日、議会は不在議員の委任状を含め定足数を満たす62人が集まり、ジャパロフを満場一致で新首相に選出したが、ジャパロフ就任賛成に回ったうち10人は委任投票で欠席したため、無効だとの指摘があるほか、一部議員はジャパロフがジェーンベコフと結託しているとして批判している。ジャパロフと対立するアタンバエフは暴動を組織した容疑で10日に再び逮捕された。10月13日、ジェーンベコフは議会に対し、ジャパロフを首相として承認する投票をやり直すよう要請した。

### ジェーンベコフの去就
ジェーンベコフは4日の総選挙以来、公の場に姿を現さず所在不明になり、逃亡を防止するため国境が封鎖され、要人の出国が不可能になった。ジェーンベコフ自身は6日までにBBCのインタビューに対し、強い指導者たちに職責を譲る用意があると語ったとされるが、具体的に誰のことなのかは説明していない。7日にはアタ・メケン社会党の議員らによってジェーンベコフに対する弾劾の準備が開始された。暫定政権の発足とジェーンベコフの弾劾を審議するため議員がホテルに集まったものの40人しか集まらず、定足数に満たなかった。
8日、ジェーンベコフは騒乱後はじめて議員と懇談の場を持ち、弾劾の話題についても議論された。10月9日、ジェーンベコフは大統領公式サイトにて、議会総選挙の再選挙の日程が決まり、また議会と大統領府の承認を得た合法的な政権が発足し、国家の法的な秩序が回復すれば大統領を即時辞任する意向を表明し、そのための準備はできていると声明した。また6日のボロノフによる首相辞任意向を受け入れ、全閣僚を含めた解任命令に署名した。
しかし国内の混乱は収まらず、ジェーンベコフは9日午後8時より全土に非常事態宣言を敷き、これは21日まで有効と設定された。これにより夜間は外出が禁止され、また軍事行為も厳格に制限され、首都への出入も管理されることとなった。このほか首都ビシュケクには軍による治安部隊が置かれ、兵士や兵器を置くことが可能となった。
野党勢力が新首相選出に向け一枚岩になれない中。10日にジェーンベコフはアルマズベク・バトゥルベコフ第一副首相を首相代行に据え、また治安担当幹部を解任した。12日には再びビシュケクに非常事態宣言を発令し、午後8時より19日の午前7時まで効力を持つ。

### 新政権の発足
10月14日、ジェーンベコフはジャパロフを首相として承認。15日、ジェーンベコフは声明文を発表し、デモ隊が大統領公邸に行進を続ければ軍と治安部隊により流血の事態になるのは避けられないとし、双方に挑発に乗らないよう自制を要請。同時に、自国の市民に発砲した大統領として自国の歴史に刻まれることは望まないとし、大統領の辞任を表明した。本来であればカナトベク・イサエフ議会議長が大統領代行となるはずであるが就任を拒否したとして、ジャパロフは同日、自らが首相と大統領代行を兼任すると発表。翌16日、アラアルカ国家官邸の議事堂にてジェーンベコフ大統領、ジャパロフ首相、イサエフ議長も出席した議会会合が開かれ、ジェーンベコフの辞任とビシュケクでの非常事態宣言の解除を承認。またイサエフ議長は大統領代行の権限を首相に譲ると表明し、ジャパロフ首相が大統領代行に就任した。
10月総選挙の再選挙は、選挙管理委員会がいったんは12月20日に投開票と発表したが、その後延期が発表された。また大統領選挙については2021年1月10日に実施と発表された。

## 影響
10月7日、キルギス国立銀行は資本流出の防止と資産の安全性確保のため、SWIFT取引を一時的に停止したほか、国内の商業銀行や金融機関に対し、業務停止を求めた。ただし金融機関の閉鎖が続くと食糧不足に直面する可能性があるため、10月8日からの営業再開が認められた。
また治安の悪化も懸念され、警察当局は首都での大量略奪をなんとか抑え込んでいる状況とされる。

## 反応
- 中国 - 外交部は、中国政府が政治的な不確実性と不安を非常に懸念していると表明[12]。
- ロシア - ウラジーミル・プーチン大統領は10月7日、双方の勢力と連絡を取り合っており、民主的プロセスが早期に回復することを望むと表明[12]。